# Ammoniumureat
Ammoniumureat, NH4C5H3N4O3, urinsyrad ammoniak, är ett grynigt kristallinskt vitt pulver, som är luktlöst och nästan helt utan smak. Det är lösligt i vatten upp till 1 gram per 1,6 liter. Ämnet framställs genom lösning av urinsyra, som är förbehandlad med 10 % kalilut, i ammoniakvatten. Användning förekommer inom dermatologin och medicinen.